# Bandad krait
Bandad krait (Bungarus fasciatus) är en giftsnok som lever i Indien och sydöstra Asien.

## Beskrivning
Bandad krait är lätt att känna igen på dess svarta och gula ränder, dess triangulära kroppsform och den markerande ryggkotan som löper längs hela kroppen. Huvudet är brett och platt och ögonen är svarta. Den har pilspetsliknande gula markeringar på sitt i övrigt svarta huvud och den har gula läppar, sidor på huvudet, hakan och halsen.
Den kan bli 1,8 meter men längder på upp till 2,1 meter har noterats.
Svansen utgör cirka en tiondel av kroppenslängd och avslutas med vad som kan liknas vid en fingertopp.

## Utbredning
Den bandade kraiten lever i hela Indokina, den malaysiska halvön och dess ögrupper samt södra Kina.
Den har registrerats från nordöstra Indien genom Myanmar, Kambodja, Thailand, Laos, Vietnam och södra Kina till Malaysia och de indonesiska öarna Borneo (Java och Sumatra) samt Singapore.
I Indien finns den huvudsakligen i de nordöstra delarna av landet. Den har noterats i Bihar, Odisha, Hyderabad, Awadh, Godavarifloden och i Mahanadidalen.
Den finns även i Assam och Bangladesh men blir ovanligare längre västerut in i Indien.
I Myanmar har den påträffats på 1 500 meters höjd.
Bandade kraiter lever i olika miljöer från skogar till jordbrukslandskap. De bor i termitstackar och gnagarhål nära vatten och ofta nära människors hus på grund av tillgången till gnagare och vatten. På landsbygden föredrar de öppna slätter.

## Beteende
Trots sitt gift är den randiga kraiten en skygg orm och är oftast aktiv på nätterna då den är som farligast. Om den blir uppretad gömmer den vanligen sitt huvud under sin hopringlade kropp och gör i allmänhet inga försök att hugga.
På dagen ligger den i gräs, gropar eller vid vattendrag. Den är då slö och apatisk även om den provoceras. De kan ses oftast under regnväder.

## Föda
Den bandade kraiten livnär sig huvudsakligen på andra ormar, men även på fisk, grodor, skinkar och ormägg.
Bytet sväljs med huvudet först, efter att det har förlamats av ormens gift.

## Fortplantning
Kunskapen om den bandade kraitens fortplantning är låg. I Myanmar har en hona påträffats med 8 ägg varav 4 kläcktes i maj. Ungarna har registrerats med en längd mellan 298 och 311 millimeter vid kläckningen. Ormen blir troligtvis vuxen under sitt tredje levnadsår och är då ungefär 90 centimeter lång.

## Gift
Den bandade kraitens gift är neurotoxiskt och uppskatta vara 7 till 14 gånger svagare än giftet från en kobra. Det finns kända dödsfall bland människor och en oxe rapporterades ha dött inom 20 minuter efter att den hade bitits av en bandad krait. Eftersom ett bett av kraiten är smärtfritt struntar många i att uppsöka läkare, vilket har lett till många dödsfall. Kraiten har ett mycket starkt nervgift, och redan minuter efter att man har blivit biten kan man drabbas av medvetslöshet, men det kan även dröja timmar innan symptomen visar sig. Det finns ett serum mot kraitens gift, men även med snabb behandling avlider omkring 50 procent. Symptomen vid ett bett är stelhet, muskelkramper och spasmer, blindhet, medvetslöshet, och andnöd.